# Si Mohand Ou Mhand
 (juin 2015).
Si vous disposez d'ouvrages ou d'articles de référence ou si vous connaissez des sites web de qualité traitant du thème abordé ici, merci de compléter l'article en donnant les références utiles à sa vérifiabilité et en les liant à la section « Notes et références ».
Pour les articles homonymes, voir Mohand.
Si Mohand Ou Mhand (en kabyle : ⵙⵉ ⵎⵓⵃⵏⴷ ⵓⵎⵃⵏⴷ ⵏⴰⵝ ⵃⵎⴰⴷⵓⵛ, Si Muḥ(end) u Mḥend n At Ḥmaduc ou سي موح و محند ناث حمدوش) est un poète kabyle de la confédération tribale kabyle des Aït Iraten, né en novembre 1848 à Icheraiouen, à Tizi Rached (anciennement Fort national), en Algérie, et mort le 28 décembre 1905 à Ain El Hammam (anciennement Michelet).

## Le poète errant
L'œuvre de Si Mohand est directement inspirée de sa vie. Son enfance est placée sous le signe de la violence et de l'exil. Né dans une famille de la petite bourgeoisie musulmane de Icheriwen, il assiste à l'arrivée des troupes françaises du général Randon en Kabylie et à la destruction de son village. À la place, les Français construisent une ville fortifiée devenue Fort national (Larbaâ Nath Irathen).
Installé dans un hameau voisin, le jeune homme se destine ensuite au droit musulman. Mais la révolte de 1871 met un terme à ses projets. Son père est exécuté, son oncle déporté avec ceux qui deviendront les Kabyles du Pacifique en Nouvelle-Calédonie et sa famille dispersée.

## Les Isefra
Déraciné et seul, Si Mohand devient un poète errant. Il emprunte à son expérience les thèmes de l'exil, de l'amour de sa terre natale, de l'amour et du destin. Le poète aurait par ailleurs juré de ne jamais répéter deux fois le même poème, de sorte que seule la mémoire populaire a permis de conserver son œuvre.
Les Isefra (le mot signifie les « poèmes » en berbère, au singulier Asefru), ont été publiés sous forme de recueils à plusieurs reprises, notamment par Amar n Said Boulifa en 1904, Mouloud Feraoun en 1960, Mouloud Mammeri en 1969 (et Larab Mohand Ouramdane au Maroc en 1997). D'autres poèmes de Si Mohand ont été recueillis et publiés à compte d'auteur à Alger en 2000 par Younes Adli.

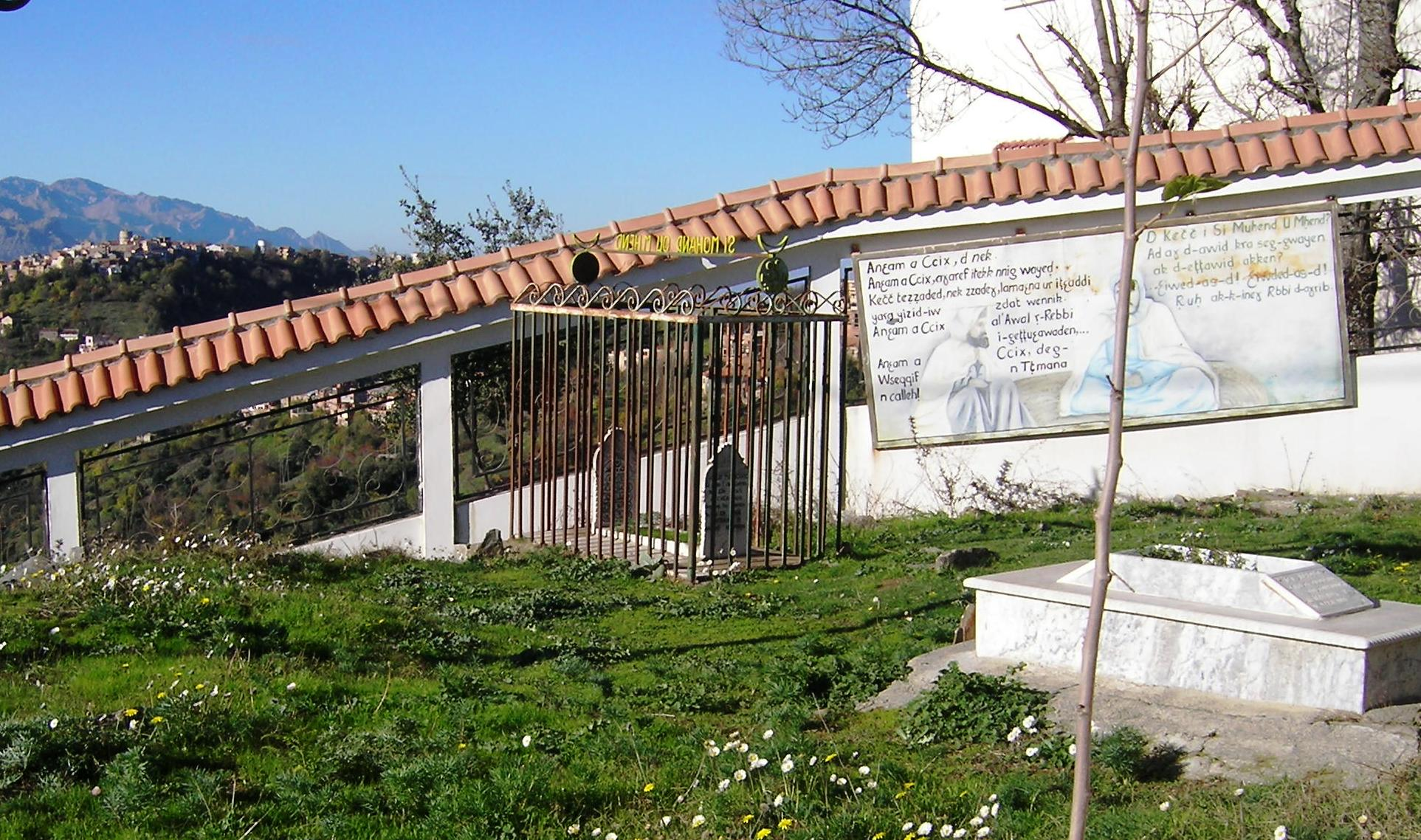
Tombe du Barde à Asqif n Tmana

Un siècle après sa mort, une stèle est érigée à la mémoire du poète errant à Akbou (vallée de la Soummam).

## Éditions
- Mouloud Feraoun, Les poèmes de Si Mohand, Éditions de Minuit, 1965.
- Si Mohand, Isefra, bilingue, choix, traduction du kabyle par Mouloud Mammeri, présentation par Tassadit Yacine, La Différence, « Orphée », 1994.